# 한채윤 (1972년)
한채윤(1972년 ~ )은 대한민국의 인권 운동가이자 시민운동가, 출판인이자 작가, 성 상담가이다. 레즈비언 성 상담과 LGBT 차별 반대 운동을 하였으며, 《한채윤의 섹스 말하기》를 저술, 레즈비언과 여성의 성 담론을 공론화시켰다.
1997년 하이텔 동성애자 인권 단체 또하나의 사랑에 참여, 인권운동을 시작했다. 1998년 동성애 잡지 <버디 (The BUDDY)>지를 창간했고, 2002년 한국성적소수자문화인권센터를 설립, 부대표와 대표를 역임했다. 성 소수자 인권활동 외에도 2001년부터  퀴어문화축제의 조직위원으로 활동하고 있다.
2002년부터 2004년에는 청소년 보호법에서 동성애와 동성애 관련 모임을 유해단어 지정 반대활동에 동참하였다. 2009년부터 한국 퀴어아카이브 퀴어락 운영위원과 퀴어아카데미 기획위원으로도 활동하고 있다. 2014년 1월에는 성소수자를 위한 비영리민간재단인 비온뒤무지개재단을 만드는 데 참여했다.

## 생애

### 인권 운동에 참여
1996년 하이텔 동성애자인권운동모임 또하나의사랑의 회원으로 가입해 1997년 대표시삽을 맡으면서 인권운동을 시작했다. 대학 재학 중 그는 국비 장학생에 응시하였다.
| “ | 국비 장학생 시험 준비를 한 적이 있었다. 당시엔 그것을 가난한 학생이 외국유학을 갈 수 있도록 돕는 제도라 믿었기에 내 능력에 버거운 줄 알면서도 도전의 꿈을 키웠다. 하지만 막상 시험에 대한 정보를 수집하면 할수록 절망감만 커졌다. 시험 성적이 좋아도 당락을 결정짓는 면접 교수들이 거의 ㅅ대 교수들이라 ㅅ대 출신이 아니고선 국비 장학생으로 선발되기란 거의 불가능하며, 혹여 ㅅ대 교수들에게 미리 인사라도 부지런히 한다면 타대학 출신이라도 약간의 희망을 가질 수 있다는 조언뿐이었다. | ” |

그러나 ㅅ 대학 출신이 아니라는 이유로 낙방하였다. 이후 학문의 길을 단념하고 인권 운동에 전념하였다. 1996년 성 소수자 인권 운동을 시작하였으며, 1997년 하이텔 동성애자 인권 단체 또하나의 사랑에 가입하였다. 그해 또하나의 사랑 동호회의 시솝(관리자)가 되었다. 또한 천리안의 또하나의 사랑 동호회의 관리자도 겸하였다. 이후 인권운동과 성 소수자 권익 보호 운동에 참여하였다.

### 잡지 버디 창간과 언론 활동
1994년 대학을 졸업, 1998년 동성애 잡지 <버디 (The BUDDY)>지를 창간하여 편집인 겸 발행인으로 활동하였다. 2001년부터는 한겨레신문, 한겨레 21 에도 칼럼을 기고하였다.
당시 한 칼럼에서 그는 <시드니 모닝 헤럴드>의 칼럼니스트이자 저명한 작가이며 동성애자이기도 한 데이비드 마르의 연설을 인용 동성애자는 기형아가 아니라고 주장했다. 그에 의하면“우리(동성애자)는 아마도 지구상에서 가장 아름다운 사람들이고, 가장 재치있고 인정도 많으며, 가장 멋진 품위를 가지고 있는 사람들이다. 아무도 우리처럼 춤 못 춰!(No one can dance like us!) 우리는 기형아가 아니고 단정치 못한 사람들도 아니며 정상에서 벗어난 사람들이 아니다.”라는 것이다.
2001년 동성애 전문지 `버디' 출판과 인권운동을 돕는 후원회 발족을 계기로 성적 소수자를 돕기 위한 후원회를 시작하였다. 그러나 2003년 잡지 가 일시 폐간되면서 명맥이 끊겼다.

### 성 담론 공론화
2000년 《한채윤의 섹스 말하기》를 저술, 레즈비언과 여성의 성 담론을 공론화시켰다. 이후 성 소수자 인권운동, 차별철폐운동 외에 성 상담가로도 활동하였다. 당시 한채윤은 시중에 나도는 수많은 성 지침서를 검토해보고는 “대부분이 허섭스레기”라고 결론지었다. 그에 의하면 대부분의 성 지침서가 남성의 왜곡된 여성관을 그대로 반영한다는 점이다. 통신판매만으로 3쇄까지 찍어낼 정도로 꾸준한 인기를 얻고 있는 <한채윤의 섹스 말하기>(2001, 도서출판 해울)는 레즈비언 같은 성적 소수자를 위한 성 안내서이자 여성주의 관점에서 새롭게 쓴 성 지침서다.
| “ | 글쓴이의 70%정도이 남성들인데 일본 책을 그대로 베끼거나 성 경험이 많은 남성들의 잡담으로 채워져 있다. 특히 남성들이 어떻게 하면 여성들을 비명지르게 하는가에 초점이 맞춰져 있다. 여자가 무엇을 느끼고 무엇을 바라는가에 대한 시각을 가지고 쓴 책은 거의 없다. 지은이가 여성이어도 남성들이 쓴 것을 참고해 쓴 것이어서 별 차이가 없었다. 오르가슴에 대한 범주도 너무 좁다. 몸에 오는 물리적 반응만이 오르가슴은 아니다. | ” |

그의 책이 출간된 이후 성 담론을 금기시하는 일각으로부터 비난과 악플이 쏟아졌다. 그러나 그의 책은 인기를 얻어 통신판매만으로 3쇄까지 간행하였다. 그러나 한동안 시중의 서점에 유통이 어려웠다. 이후 그는 성 소수자 인권 운동, 권익 보호 운동과 동시에 성 소수자 상담 활동도 병행하였다. 그는 또 공저인 <성적 소수자의 인권>에서는 그는 체험적 관찰자로서 성적 소수자의 특성, 이들에게 가해지는 차별의 실제와 해결방안을 제시하였다.

### 인권 운동과 차별 반대 운동

#### 동성애 유해매체 지정철폐 운동
2000년 8월 동성애자 커뮤니티 엑스존이 유해매체로 지정되자 그는 정욜, 육우당 등과 함께 엑스존 유해매체 지정 반대 운동에 참여하였다. 그는 동성애 유해단어 지정 반대측의 논객으로 활약했다.
2000년 8월 정보통신윤리위원회(현 방송통신심의위원회)는 엑스존이 동성애를 조장한다는 이유로 청소년보호법 제10조, 같은 법 시행령 제7조에 따라 청소년유해매체물로 심의·결정했고 청소년보호위원회(현 여성가족부)는 같은 해 9월 엑스존을 이를 고시했다. 이 사실을 뒤늦게 안 엑스존 운영자는 지난 1월 10일 서울행정법원에 정보통신윤리위원회와 청소년보호위원회를 상대로 행정처분 무효확인소송을 제기했다. 이후 그는 엑스존 유해매체 철폐 운동에 참여하였다.
2002년 8월 14일 서울행정법원 제11부(재판장 한기택)는 게이 웹커뮤니티 '엑스존(http://exzone.com)'%5B깨진+링크(과거+내용+찾기)%5D 운영자가 엑스존을 청소년유해매체로 결정하고 고시한 행정처분이 무효임을 확인해달라는 청구를 기각했다. 이때 한국성적소수자문화인권센터 한채윤 씨는 "이번 결정이 다른 동성애 관련 사이트에 부정적인 영향을 미치지 않을까 우려된다"라며 "청소년보호법과 시행령 내의 동성애자 차별 조항의 폐지 운동을 벌여나가겠다"라고 밝혔다. 이후 줄곧 동성애, 동성애 관련 카페의 유해매체 지정 반대 운동에 동참하였다.
2002년부터는 연세대 동성애자모임 ‘컴투게더’ 창립멤버이자 미국 국립개발연구소에서 에이즈센터 연구원으로일하고 있는 이후소씨, 퀴어(동성애)문화 평론가로 활동하고 있는 이주란 등과 함께  기고,영화제·강연회 주최 등을 통해 지난 1년 남짓성적 소수자 인권을 위한 비공식적활동을 벌여왔다.

#### 한국성적소수자문화인권센터 창설
2002년 한국성적소수자문화인권센터를 설립, 부대표와 대표를 역임했다.
2002년 10월 7일 서울대 공익인권법연구센터가 주최한 학술세미나 ‘성적 소수자:차이, 차별, 인권’에서는 동성애 인권단체 활동가와 변호사, 교수 등이 참여해 동성애자 관련 차별 법규정에 대한 토론을 벌였다. 이때 그는 발제자의 한 사람으로 참여하였다. 당시 이들은 공통적으로 청소년보호법 시행령 제7조를 동성애자 차별법으로 지적했다. 이 규정은 청소년 유해매체물의 심의기준으로 ‘수간을 표시하거나 혼음, 근친상간, 동성애, 가학, 피학성 음란증 등 변태성행위, 매춘행위 등 사회통념상 허용되지 아니하는 성관계’를 명시하고 있다. 이때 한국성적소수자문화인권센터 한채윤 부대표는 “혼인법의 대상을 동성애 커플에게도 확장해 동등한 법적 혜택을 받게 함으로써 이성 커플과 동성 커플의 평등성을 부각시킬 수 있을 것”이라고 역설했다. 그는 또 “동성 커플 뿐 아니라, 동거 부부 등 비정상적 가족형태로 받아들여지고 있는 커플에게도 적용시켜 가족의 개념을 확장시켜야 한다”고 덧붙였다.
2003년 퀴어문화축제 조직위원이 되었다. 퀴어문화축제는 2014년 현재 15회를 맞이하고 있다.

#### 동성애 유해단어 지정철폐 운동
2003년 2월부터는 정욜, 육우당, 장병권 등과 함께 청소년 보호법상의 동성애 유해단어 지정 철폐운동에 동참하였다. 2003년 4월 29일 청소년보호위원회(현 여성가족부)는 청소년 유해 매체물의 결정 및 고시 기준에 포함돼 있는 '동성애'를 삭제키로 했다. 이날 발제자와 토론자들의 '동성애 옹호' 발언에도 불구하고 이 자리에 한 발제자로 참석했던 성적소수자문화인권센터 한채윤 부대표(동성애자)는 동성애자 인권문제를 '자비'와 '관용'을 베풀 듯 시혜적 차원에서 바라보아서는 안 된다고 주장하였다.
| “ | 동성애자임을 자각하는 청소년들은 자신의 성 정체성에 대해 누구에게도 말할 수 없다는 것이 가장 고통스러운 것이다. 기댈 곳이 없기 때문에 결국에 같은 동성애자를 찾게되는데 이들이 정말 바라는 것은 심리적 유대감과 정신적 교감이다. 동성애에 대한 편견을 없애는 것이 이들이 올바른 자아 정체성을 확립하는데 도움을 줄 수 있다. 또 자본가가 관용과 자비를 베푼다고 노동자 문제를 해결할 수 없는 것처럼 이성애자들이 특권을 버리지 않고서는 동성애자의 동등한 삶은 불가능하다. | ” |

그러나 일부 기독교 교단에서는 반발했고, 사탄, 소돔과 고모라라고 반박했다. 그는 계속 다른 성소수자 인권운동가들과 함께 동성애 유해단어 지정 철폐운동을 추진했다. 동성애는 2004년 4월 유해 단어에서 삭제되었다.
그는 “청소년기에 동성애자가 없다면 이성애자도 없어야 한다”고 주장했다. 그는 동성애 표현물을 규제하자는 움직임에도 일침을 가했다. 그는 “동성애 표현물을 보면 동성애자가 된다면, 이성애 매체만 보면 이성애자가 돼야 한다”고 반박했다.

#### 성소수자 백과 편찬 운동
2003년 8월부터 그는 성 소수자 용어 사전을 편집하기 시작,  줄곧 성 소수자 사전을 편집해왔다. 한국성적소수자문화인권센터는 지난해 8월부터 홈페이지(www.kscrc.org)에 성적소수자들이 사용하는 용어를 정리하고 쉽게 설명하는 작업을 진행하기 시작했다. 이후 인권센터를 중심으로 성 소수자 용어를 수집, 수록하였다.
2004년 7월 11일 인권센터 한채윤 부대표는 그는 경향신문과의 인터뷰에서 “현재 홈페이지에 58개 단어의 용어설명을 해 놓았다”며 “새로운 용어를 첨가하고 업데이트해 궁극적으로 백과사전 형태의 ‘성적소수자사전’을 발간할 계획”이라고 설명했다. 한채윤 부대표는 “소수자 사전은 성적소수자들 사이에서조차 오용되는 용어들을 바로 잡고, 이들에 대한 일반인들의 이해를 돕는 데 기여하게 될 것”이라고 밝혔다.

#### 에이즈 환자 권익 운동
2003년 이후소와 공동으로 한국성소수자인권문화센터 공동 부대표에 선출되었다.
2003년 6월부터는 에이즈 감염자들에 대한 편견, 차별대우 반대 운동에도 동참하였다. 6월 11일에 한겨레에 기고한 칼럼에서 그는 에이즈 환자들에 대한 차별, 편견은 오히려 에이즈를 예방할 수 없다고 지적했다. 그는 에이즈 환자를 차별하고 편견하는 것은 에이즈 예방에 도움이 되지 않는다고 주장하였다. 그러나 일각에서는 에이즈 환자를 옹호하다며 비난, 반박이 쏟아졌다.
2003년 6월 2일 한겨레신문 기자의 국내 수혈 에이즈 감염사고의 대부분이 동성애자의 헌혈액때문에 일어났다는 부분을 문제 삼아 6월 2일 서울대생 4명이 반론을 보내왔다. 이어 12일에는 한국성적소수자 문화인권센터 부대표인 한채윤씨도 서울대생의 글에대한 나의 반론을 보고 ‘편견은 에이즈를 예방할 수 없다’는 재반론을 보냈다. 6월 21일부터 6월 29일까지 서울 종로에서 한국의 게이·레즈비언·트랜스젠더·양성애자 그리고 이들을 지지하는 사람들의 '즐거운 퀴어 문화 축제, 무지개 2003'을 주관하였다.
2003년 모 대학 교수가 '동성애자들은 정체성이 교란되어 즉, 시비선악을 가릴 줄 모르는 도덕적 마비가 일어나 면역 체계가 약화되었고 그 때문에 에이즈에 잘 걸린다'고 주장했다. 그해 12월 그는 에이즈와 도덕이 무관하다며 반론을 제기했다.
2003년 8월에는 '성적(性的) 소수자'들의 권익옹호를 위한 인권센터의 설립에 참여하였다. 2008년 임시 사무실을 마련한 지 1년만에 센터를 개소하였다. 이 센터는 국내 최초의 동성애 전문지 '버디'를 창간한 한채윤(31.여) 씨와 연세대 동성애자 모임 '컴투게더' 창립멤버인 이후소 씨, '퀴어'(queer.동성애자) 문화평론가 이주란 씨 등 동성애 전문가와 인권운동가 10여 명을 주축으로 설립됐다.

### 성 소수자 문화 운동, 편견 수정 운동

#### 한국성적소수자문화인권센터 설립
2003년 8월 3일 한국성적소수자문화인권센터(www.kscrc.org)의 홈페이지를 열고, 정식으로 개소하였다. 그는 이를 여성ㆍ남성 동성애자, 양성애자 등 모든 성적소수자를 포괄하는 지원센터로 출범시켰다. 1994년 초동회가 친구사이와 끼리끼리로 분리되고 게이, 레즈비언, 트랜스젠더 단체들이 각자 활동해왔으나, 이때부터 문화인권센터를 열어 남녀 동성애자를 포괄적으로 지원하였다.
인권센터 부대표 한채윤은 “1993년 ‘친구사이’가 생겨난 이후 한국 동성애자 인권운동의 역사가 벌써 10여년이 되었지만 그 동안 사회적차별에 대한 ‘안티’만 있고 이론적 성과를 바탕으로 한 대안 제시는 없었다”며 “전문가들이 모여 정책적 대안을 제시하고 범 동성애자들이 쉽게 참여할 수 있는 공간으로 만들겠다”고 창립 취지를 밝혔다. 그는 “과거 ‘호모’나 ‘동성연애자’와 같은 잘못된 용어 사용 및 ‘동성애자=에이즈 보균자’라는 단순한 사회적 편견은 줄었지만 성적 다양성을 둘러싼 혼선이 잔존하고 있다”며 “동성애에 대한 사회적 이해를 돕고 올바른 정책적 대안을 제시하는 데 주력할 계획”이라고 밝혔다.

#### 한겨레신문 보도논란 사건 전후
2003년 1월 한국에이즈퇴치연맹 '고위험군 성 행태 및 에이즈 의식조사' 연구 과제 남서울대 이주열 교수에게 설문을 의뢰하였다. 10∼11월 연맹과 이 교수팀이 공동으로 전국 HIV 감염인 258명과 동성애자 1,160명을 대상으로 설문 조사하였다.  2004년 1월 8일 한겨레신문 안종주 기자는 연구보고서 내용 토대로 기사 2건 <한겨레>에 보도하였다. <한겨레>는 2004년 1월 7일 인터넷판(인쇄매체에는 1월 8일자)에 '여성동성애 에이즈감염 첫 확인', '남성동성애자 28% 헌혈경험'이라는 에이즈 관련 기사 2건을 게재했다. 이에 동성애자 관련 단체에선 <한겨레>가 보도자제 요청을 무시하는 한편 동성애자의 성 행태를 일방적으로 전달해 인권을 침해했다고 지적하며 반발했다.
1월 19일 <한겨레>의 '왜냐면'란에 한국남성동성애자인권모임 친구사이의 최준원 대표가 '<한겨레> 에이즈기사, 유감'이라는 반박문을 싣고, 같은 난에 안 기자가 다시 '에이즈 기사는 동성애 편견과 무관'(1월 26일)이라는 반론글을, 이에 대해 또 다시 HIV/AIDS 감염인을 위한 모임 '세울터'의 가브리엘 홍보부장이 '에이즈는 '게이돌림병'이 아니다'(2월 1일)라는 재반론글을 게재하면서 논쟁이 확산되었다.
안 기자는 반론문에서 "1월 8일치에 실린 에이즈 감염인과 동성애자 성 행태 따위에 관한 설문조사 결과 보도는 에이즈 감염인과 동성애자들의 정확한 성 행태를 바탕으로 이 땅에 에이즈가 확산되는 것을 막아 한 명이라도 에이즈 감염인이 덜 나오도록 하기 위한 것"이라고 밝혔다. 안 기자는 또 "만약 이 기사를 읽고 동성애자, 특히 에이즈 감염 동성애자들(여성 동성애자)이 위험한 성행위를 하지 않는다면 이 기사는 나름대로 에이즈 예방에 공헌한 것이 된다"며 "기사 가운데 반인권적 내용이 들어 있다면 구체적으로 어떤 내용이 어떻게 해서 인권침해가 된다는 사실을 밝혀야 하는데 최 대표는 그런 지적을 하지 않았다"고 지적했다.
이에 대해 한국성적소수자문화인권센터 한채윤 부대표는 2004년 1월 28일 <한겨레>의 <야! 한국사회>라는 여론칼럼을 통해 "에이즈 문제를 말할 때 동성애를 함께 언급하는 것만으로도 예방 효과가 있을 거라는 환상은 대체 어디에서 오는 걸까. 단언컨대, 설사 감염인 중 95%가 이성애자라고 해도 에이즈 전파의 주범은 이성애자라는 분석은 나오지 않을 것"이라며 안 기자의 반론에 대해 완곡하게 반박했다. 2월 4일 오전 10시 안국동 철학카페 느티나무에서 <한겨레> 규탄 기자회견을 연 뒤 마포구 공덕동 <한겨레> 사옥으로 이동해 항의집회와 함께 편집국을 방문하는데 동참했다.
기자회견을 진행한 한국성적소수자문화인권센터 한채윤 부대표는 "감염인의 인권을 무시한 채 피감염인 숫자만 하나 줄이면 인권이 보호되는 것인가"라고 반문하면서 "이번 자리가 동성애자와 HIV/AIDS 감염인들에 대한 왜곡과 인권유린이 더 이상 일어나지 않도록 하는 계기가 되길 바란다"며 기자회견을 정리했다.
2004년 9월 18일 서울 안국동 느티나무카페에서 민주노동당 성 소수자 위원회 발족에 참여하였다.

#### 동성애자 지원, 문화 활동
2004년 6월의 퀴어문화축제의 조직위원의 한 사람으로 행사 주최에 참여했다. 2004년 6월 25일 동성애자들로 이뤄진 퀴어문화축제 조직위원회는 오는 25일 서울 낙원동 한국민족예술인총연합 강의실에서 ‘한국에서 동성결혼은 가능한가’란 주제로 토론회를 개최했다. 그는 민주노동당내 성 소수자 모임‘붉은이반’의 여기동씨, 민변의 이은우 변호사 등과 함께 패널로 참여하였다. 6월 25일 저녁 한국민족예술인총연합 제1강의실에서 퀴어문화축제 무지개 2004 행사의 중간보고에서 '한국에서 동성 결혼은 가능한가- 국내외의 실사례와 실천 방안 모색을 중심으로' 토론회가 열리자 그도 패널의 한 사람으로 참석하였다.
한편 그는 동성 결혼 합법화를 위한 운동과 공론화, 강연 등의 활동을 하였다. 그러나 2004년 8월 법원이 동성간 결혼을 인정할 수 없다고 판결을 내림과 동시에 결혼은 남녀의 결합이라고 명시하였다. 그는 "법원의 이번 판결은 시대적 상황을 간과한 판단이라는 점에서 아쉬움이 남는다. 결혼의 의미와 범위가 확대돼야 할 시점에 오히려 개념을 축소한 판결이었다. 사법부 스스로 동성애에 대한 혐오와 사회적 편견을 의식해서 이런 결과가 나온 것은 아닌지 의심스럽다."고 지적했다. 이어 그는 "우선 분명히 짚고 넘어갈 점은 동성간 결혼을 인권차원에서 봐야 한다는 것이다. 다시 말해 동성애가 아니라 인간존엄성 및 평등과 관련된 문제로 접근해야 한다."고 지적했다. 이어 그는 "동성결혼을 보장해 줄 실질적 방법은 여러 가지가 있다. 당국이 의지만 있다면 얼마든지 해결가능한 부분이다. 동성애자들이 ‘결혼’이란 말에 욕심내는 것은 아니다. 다만 그에 준하는 권리보장만 해 달라는 것이다."라고 덧붙였다.
2004년 8월 20일부터 8월 22일 앰네스티 한국지부 주최 속리산 서당골리조트에서 열린 인권캠프에 연사로 참여했다. 그는 '성 소수자의 인권'이라는 주제로 강연하였다. 11월 27일 오후 2시 한국성적소수자문화인권센터 주최, 서울 신문로 일주아트하우스 세미나실에서 창설 1주년 기념 심포지엄을 개최한다. '한국, 지금, 퀴어'라는 주제로 열린 이 행사에서 센터 한채윤 부대표의 '동성애자 커뮤니티, 그 안의 현실'과 청소년 상담가 송윤옥 씨의 '청소년 성 정체성 상담 가이드 라인' 등의 주제발표가 있었다.
2004년 11월 20일 한국여성학회 주최에서 연세대에서 ‘성과 차이의 정치학’이라는 주제로 창립 20주년 가을철학술대회가 개최되자, 그는 연사의 한 사람으로 참여하였다. 한채윤 부대표(한국성적소수자문화인권센터)는 이성애자 중심의 여성학계와 동성애(자)의 거리감을 토로하면서 “여성운동 내에서 레즈비언을 다룰 때 약자이며 소수이기 때문에 귀를 기울여야한다는 시각으로 접근하지 않기를 바라지만 레즈비언 역시 여성이라는 지극히 단순한 이유에서라도 더 자주, 더 적극적으로 연대가 시작되길 바란다”고 했다.

### 사회운동과 차별철폐 운동
2005년 4월 29일 ~ 5월 2일 인권실천 시민연대 주관으로 강원도 영월군 예림미술교육원에서 열리는 '경찰 인권 캠프'의 강사로 참여했다. 이 캠프에는, 한상희 건국대 교수, 한채윤 한국성적소수자 문화인권센터 부대표, 이대훈 참여연대 협동사무처장, 하승창 함께하는 시민행동 사무처장, 오창익 인권실천 시민연대 사무국장, 박숙경 장애우권익문제연구소 인권팀장 등 민간 인권 전문가들이 강사로 참여하였다.
2005년 5월 27일부터 6월 10일까지는 한국성적소수자문화인권센터 등 성적소수자 인권단체들의 연대모임 '퀴어문화축제조직위원회'의 조직위원장이 되어 '제6회 퀴어(queer:이성애적이지 않은 모든 성적소수자) 문화축제 무지개 2005'를 주관하였다. 한채윤 조직위원장은 "성적소수자들에 대한 사회의 인식이 많이 바뀌고 있다"며 "이번 행사는 성적소수자들이 존재를 확인하고 힘을 얻을 수 있도록 도움을 주기 위 해 기획한 것으로 사회적 편견에 항의하는 의미도 있다"고 말했다. 6월 5일 오후 서울 종묘공원 일대에서 '제6회 퀴어(queer:이성애적이지 않은 모든 성적소수자) 문화축제 무지개 2005 퍼레이드' 행사 개최에 참여하였으며, 동성애자 등 `성적(性的) 소수자' 400여명과 함께 서울 도심에 모여 거리행진을 벌였다. 퀴어문화축제 조직위원장인 한채윤씨는 "아직 많은 사람들에게 게이나 레즈비언 등 성적소수자들의 모습이 낯설겠지만 오늘 같은 행사를 통해서 서로를 낯설게 보는 시선이 줄어들길 바란다"고 밝혔다.
2005년 7월, 라트비아 역사상 최초의 동성애자 거리축제가 무산된 이후 라트비아 최대 보수정당인 제1정당은 "위험일로를 겪고 있는 라트비아의 가족 제도를 보호하기 위해 동성애자들의 결혼불가 조항을 헌법상에 제시하자"는 의견을 내놓았다. 출산율 저하 등 줄어드는 인구문제를 해결하기 위해서는 동성 간 결혼을 금지해야 한다는 것이다. 그러나 제1정당의 의견에 인구감소의 실질적 원인으로 지적돼 온 젊은이들의 해외 이주, 출산 기피, 자살 증가 등에 대한 언급은 없었다. 당시 한국성적소수자 문화인권센터의 한채윤 대표는 "보수화는 여러 곳에서 우려를 낳고 있다, 얼마 전 미국에서도 동성애자들을 겨냥한 포드자동차 광고에 미국가족협회가 불매운동으로 압력을 가하자 포드가 잠시 굴복해 광고철회를 했다가 다시 번복한 사건이 있었다"며 "동성애혐오와 억압은 오래전부터 있었지만 이렇게 구체적이고 분명한 태도로, 그리고 '가족유지'의 명분을 내걸고 집요한 반대를 보이는 건 새롭게 보이는 추세다"라고 진단했다.

### 영화 왕의 남자 개봉 전후
2005년 12월 한국성적소수자문화인권센터 대표가 되었다. 2006년 초 영화 왕의 남자가 한국에 개봉, 상영되자 그는 왕의 남자가 동성애 영화가 아니라고 보았다.
"사실 동성애는 우리 영화에도 심심하면 나와요. <내 생애 가장 아름다운 일주일>을 볼 때였어요."
"거기에 엄정화 전남편인 천호진이 동성애자로 나오잖아요. 천호진 집에 남자 가사도우미가 들어와요. 그런데 극장에서 사람들이 둘만 나오면 '쟤네, 뭐냐?' '우웩!' 그런 소리가 나는 거예요."
황정민과 정찬이 동성애자로 열연한 영화 <로드 무비>DVD 메이킹 필름에서였다. 2002년 국내 최초로 동성애를 본격적으로 다룬 작품이었던 김인식 감독의 ‘로드무비’는 청룡영화제의 신인감독상과 신인 남우주연상(황정민)을 수상하며 작품성을 인정 받았다.
영화 왕의 남자 등이 흥행하면서 2006년 3월 1일 남성동성애자 인권운동단체 '친구사이'는 3월1일 오후 4시부터 광화문 일민미술관 5층 영상미디어센터에서 '긴급진단-극장가를 장악한 퀴어 웨이브'라는 주제로 토론회를 개최했다. 그는 연사의 한 사람으로 초빙되었다. 행사는 '친구사이' 회원 이민철 씨의 사회로 진행되며 토론자로는 이종헌 '친구사이' 대표, 유재홍 시각문화활동가, 한채윤 한국성적소수자문화인권센터 대표, 박진형 환경영화제 프로그래머, 박기호 퀴어문화축제 기획위원 등이 초대됐다.
토론에 참여한 한채윤씨(한국성적소수자 문화인권센터 대표)는 상업 영화로서 동성애를 거론하는 이야기 기법이 크게 향상됐다고 동성애 영화 인기 현상을 풀이했다. 이날 토론자중 유일한 레즈비언인 한채윤씨는 일단 볼 영화가 생기고 화제 도출 계기가 된다는 측면에서 최근의 동성애 영화 러시 현상을 환영했다. 동아일보 기자의 질문에“게이 영화에 대한 반응을 저(레즈비언·여성 동성애자)에게 물으시다니…”하고 웃으면서 “‘왕의 남자’에 게이보다 레즈비언들이 더 열광하는 이유가 있다”고 했다. 그는 “하지만 '브로크백 마운틴'을 제외하면 카메라 피사체의 대상 중 하나로 동성애가 다뤄지는 느낌이다. 그러나 ‘왕의 남자’ 이준기의 인기도 동성애자 인권 향상에 도움이 될 수 있다고 본다”고 밝혔다. 이어 왕의 남자에 열광하는 레즈비언들이 많은데 장생, 공길, 연산 등 등장인물들이 각자 처한 상황 때문에 자신의 감정을 억눌러야 하는 입장에 크게 공감하고 있다는 의견을 내놨다. 이날 "그렇다면 동성애 영화를 보는 동성애자들의 느낌은 어떠할까?" 하는 스타뉴스 기자의 질문에 한채윤은 “동성애 영화는 동성애자도 이성애자만큼 불편하다. 내 얘기가 커다란 스크린에 펼쳐지기 때문”이라고 털어놨다.
2006년 2월 27일 그는 왕의 남자 흥행과 관련, “감동적인 스토리와 작품성 때문에 ‘왕의 남자’가 성공할 수 있었지만 영화 흥행에 힘입어 동성애가 우리 사회에서 좀 더 열린 마음으로 받아들여질 수 있었으면 한다”고 밝혔다. 이는 AP통신에도 인용되었다.

### 이성애 강제 주입 반대 운동
2006년 1월부터는 성 소수자들에게 이성애를 강제적으로 주입하는 것을 반대하였다. 2006년 2월 언론과의 인터뷰에서 한채윤 한국성적소수자문화인권센터 대표는 "청소년 동성애자 규모가 좀처럼 드러나지 않은 것도 학교 현장에서 이처럼 철저하게 그 존재를 부정 당하기 때문"이라고 분석했다. 한 대표는 "교사들의 마음 한 구석에 있는, 다른 학생들이 비주류인 동성애자를 닮아갈까 우려하는 심리적 방어막을 걷어낼 필요가 있다"고 덧붙였다. 학교 내 청소년 동성애자들을 교육 대상에서 배제하지 않는 배려가 우선 과제라는 지적에 다름 아니다.
전문가들 사이에서는 성역할의 경직성이 강한 한국 사회에서 이성과 동성을 나누는 이분법적 교육이 오히려 성 정체성에 대한 혼란을 야기할 수 있다는 주장이 상당한 공감을 얻고 있다. 한채윤 대표는 "동성애자의 차별을 금지하는 내용을 법 조항이나 학칙에 강제하는 것은 오히려 동성애에 대한 특혜로 비쳐질 수 있다. 성 정체성은 흥정의 대상이 아니라 기본권 차원의 문제이므로 '학교는 동성애자를 포함한 모든 인간이 존중 받을 가치가 있음을 배우는 공간'이라는 인식이 자리 잡힐 수 있는 토대를 마련해야 한다"고 강조했다.

### 성전환자 호적정정 판결 지지
2006년 6월 22일 대법원의 성전환자 성별정정 판결에 지지하였다. 이에 보수 기독교단에 맞서 성전환 판결을 옹호하였다. 판결이 있던 인권단체들은 22일 "남성성, 여성성이라는 생물학적 기준에 얽매여 개인의 정체성을 억압하던 보수적 시각에서 탈피하는 계기가 마련됐다"며 일제히 환영의 뜻을 밝혔다.
한국기독교총연합회 관계자는 "결혼할 때 외모, 호적 등을 보고도 상대방의 실제 성을 의심해야 하는 일이 생길지 모른다"며 "이번 결정은 국민 다수의 감정과도 어긋난다"고 지적했다. 한채윤 한국성적소수자 문화인권센터 대표는 "성전환을 이유로 직장을 구하지 못하고 주변의 따가운 눈총에 시달리며 고통받던 사람들이 비로소 희망을 발견했다"고 밝혔다.
국가발전기독연구원 원장 박영률 목사는 “성별 전환은 인간의 영역에서 다룰 수 없는 것”이라며 판결에 반발했다. 한편 한채윤 대표는 “그동안 고통받으며 오랫동안 법원 판결을 기다린 성전환자들의 숨통이 틔였다”고 밝혔다.

### 차별금지법 제정 운동
2006년 8월 30일부터 9월 26일까지 전국의과대학,의학전문대학원 학생회연합(이하 전의련) 여성국에서는 5주간 매주 화요일마다 릴레이 강연을 개최하였다. 이때 그는 연사의 한 사람으로 참여하였다. 10월 24일 강원일보사 주관 시민 인권학교에 '비이성애자, 이성애자를 말하다'라는 주제로 강연하였다.
2007년 5월 30일 미디액트 설립 5주년 기념 강연회에 연사로 출강하였다.
한편 정부의 차별금지법 축소 움직임과 일부 보수 기독교계의 차별금지법 폐지론에 반대하는 운동에 동참했다. 2007년 10월 31일 저녁 7시30분 서울 동소문동 인권실천시민연대 교육실은 100여 명의 게이, 레즈비언, 트랜스젠더 등으로 빼곡히 들어찼다. 모임의 이름은 ‘성적 소수자 차별 및 혐오 저지를 위한 긴급번개’모임에 참석했다. 법무부가 10월2일 입법예고한 차별금지법의 차별금지 범위에서 ‘성적 지향’이 빠질 가능성이 높아졌기 때문이다. 성적 지향에는 동성애, 양성애 등이 포함돼 성소수자와 연관된 항목이다.
당초 법무부가 입법예고한 차별금지법에는 “성별, 장애, 병력, 나이, 출신 국가, 출신 민족, 인종, 피부색, 언어, 출신 지역, 용모 등 신체조건, 혼인 여부, 임신 또는 출산, 가족 형태 및 가족 상황, 종교, 사상 또는 정치적 의견, 범죄 전력 및 보호처분, 성적 지향, 학력, 사회적 신분 등을 이유로” 차별해서는 안 된다고 예시돼 있었다. 하지만 10월 22일 법안에 대한 의견 수렴을 마친 법무부는 차별금지 범위 항목에서 성적 지향을 비롯해 병력, 출신 국가, 언어, 가족 형태 및 가족 상황, 범죄 전력 및 보호처분, 학력을 삭제한 것으로 알려졌다. 한채윤 ‘한국성적소수자문화인권센터’ 대표는 “차별금지법이 아니라 차별조장법”이라고 포문을 열었다.
성소수자 단체들은 11월 초 ‘차별금지법 대응 및 성소수자 혐오 차별저지를 위한 긴급공동행동’(긴급공동행동)이란 이름의 연대를 꾸렸다. 한국성적소수자문화인권센터, 성전환자인권연대 지렁이, 한국레즈비언상담소 등 33개 단체가 참여했다. 11월 11일부터 20일까지 정부에 대한 항의 시위에 동참하였다. 11월 15일 한채윤씨는 “일부 보수 기독교 계열은 물론 대선후보까지도 동성애자 혐오발언을 공공연하게 하고 있는” 점을 배경으로 짚었다. 한씨는 “다양성을 존중하는 사회를 위해 성소수자들이 나서야 한다”며 “이번 싸움은 한국의 스톤월 항쟁이 될 것”이라고 주장했다.
12월 17일 대통령 선거 직전 그는 대선후보들을 향해 "인권교육이 당신네들을 구원할 것이오."라며 인권교육의 중요성을 설파하였다. 그는 "경제를 살리고 대한민국을 반듯하게 세우고 행복한 사회를 만들 핵심키워드는 바로 “인권교육”입니다. 사회 전반에 걸친 광범위하고도 체계적인 인권교육의 실시가 바로 사회적 비용 절감의 지름길입니다. 차별을 예방하는데 들어가는 비용이 이미 일어난 차별을 시정하는 것보다는 확실히 더 적을 테니까요."라고 주장했다. 이어 "범국가적 차원의 성소수자에 대한 인권 교육이 필요합니다. 특히 행정 기관, 사법 기관, 입법 기관, 교육 기관, 기업 차원의 성소수자 인권 교육은 의무화해야 합니다. 또한, 성소수자 및 성별/성적 정체성 관련 인권교육 프로그램을 개발하고, 상담가 및 담당 강사 양성 등 적극적인 인권 교육 지원 시스템의 마련도 필요합니다." 라고 덧붙였다.

### 한겨레 21 인권위원 활동
2008년 5월 2일부터 인권분야의 전문가와 활동가들을 결합한 ‘한겨레21 인권위원회’를 조직할 때 인권위원으로 초빙되었다. 이후 성소수자문화인권센터 일을 보면서, 한겨레 21 인권위원을 겸임하였다.
2008년 5월 2일 언론 인터뷰에서 그는 재태크보다 인권테크가 중요하다고 주장했다. "이젠 재테크가 아니라 ‘억테크’란다. ‘억’이 기본 단위는 되어야 한다는 것 같아 헛웃음이 났다. 인권도 ‘5년마다 복리로 불려드립니다’라든지 ‘최고 수익률을 거두는 인권펀드’ 식으로 광고를 해야 사람들이 겨우 관심을 가져줄지 모르겠다. 돈이 너무나도 쉽게 인권을 짓누르고 굴러가버리는 현실에서 ‘인권은 사람이면 누구나 가지는 권리’라고 외칠 수는 없다. 누군가 ‘나를’ 침해하지만 않으면 ‘나는’ 온전한 권리를 갖고 있다고 착각한다. ‘2MB 시대’에 인권이 돈보다 희귀해져버릴까 두렵다. 필사적인 ‘인권테크’가 필요하다."고 밝혔다.
8월 15일 세은심리상담연구소에서 고려대학교 라이시움에서 'LGBT(성적소수자) 상담'을 주제로 제1회 학술세미나를 주최하였다. 세미나에서는 한국성적소수자문화인권센터 한채윤 대표가 '한국 LGBT의 삶'을 주제로 발표하고, 플로리다대학 아나 피그 교수가 'LGBT 상담의 이론과 실제'에 대해 강연하였다.

### 차별 철폐 운동
2008년 10월 배우 김지후 등이 연이은 자살 사건 이후, 2008년 10월 17일 언론 인터뷰에서 한채윤 성적소수자문화인권센터 대표(한겨레21인권위원)는 “성소수자는 당당하게 커밍아웃을 하지만, 시간이 갈수록 당당함은 지워지고 동성애자라는 소문만 남는다”고 지적했다. 그래서 김지후는 tvN <커밍아웃>에 출연한 뒤 오히려 전속계약 체결이 무산되는 아픔을 겪은 것으로 알려졌다. 그는 “개인에게 조심할 것을 바라는 방식으로 문제가 해결되지 않는다”며 “동성애자라는 사실이 스캔들이나 놀림감이 되지 않는 사회를 만드는 수밖에 없다”고 전망했다. 한채윤 한국성적소수자인권센터 대표는 “연예인으로서 성소수자를 바라보는 인식은 그나마 변하고 있지만 여전히 친구로서, 동료로서 성소수자는 외면받고 있다”며 “성소수자단체가 함께 행동해 올바른 차별금지법 제정을 위한 활동을 전개할 계획”이라고 전망하였다.
2008년 12월 12일에는 인권 OTL-30개의 시선’편집을 마무리하기 위해 한겨레21인권위원 6명이 한겨레신문사에 모였다. 이때 박래군 인권운동사랑방 상임활동가, 오병일 진보네트워크센터 활동가, 결혼이주여성인 이신애(아리옹)씨, 한지혜 청소년인권 활동가, 한채윤 한국성적소수자문화인권센터 대표, 황필규 공익변호사그룹 ‘공감’ 변호사 등이 참석했다. 이들은 이명박 정부 출범 이후의  인권 현실에 대해 논의하였다.

### 마포 민중의 집 공동대표로 선출
한채윤은 2012년 12월 마포민중의집 공동대표로 선출되었다. 그는 마포의 지역운동에서 큰 역할을 담당하고 있는 민중의집 총회에 참석. 최초의 성소수자 대표로서 기존의 이성애중심적, 남성중심적 지역운동이 변화하기를 바란다고 밝혔다.

## 평론과 관점

### 동성애, 동성간 성행위론 반박
그는 시중의 편견의 하나로 동성애를 동성간 성행위 정도로만 인식한다고 비판하였다. 그는 "청소년에게 동성애는 위험하다고 쉽게 말하지만, 그렇다면 우리는 과연 어떤 것을 보고 이제 동성애가 시작됐다고 할 수 있을까. 동성끼리 서로 힘들 때 힘이 돼주고 다정하게 대하는 것? 동성끼리 “사랑한다”고 말하는 것? 동성끼리 손 잡는 것? 동성끼리 포옹하는 것? 동성끼리 키스하는 것? 이 모든 것을 단지 동성 간이라는 이유로 금지해야 하는 걸까? 이는 결국 이성애만을 권장하고 강요하는 것과 전혀 다르지 않다. 청소년기는 자아 정체성을 찾는 시기라고 가르치면서 사실은 아예 선택할 기회조차 주지 않는 것이다. 동성애 혐오가 강력할수록 이성애를 자발적으로 선택할 수도 없는 구조다."라고 지적했다.
그는 또 "성적 지향과 성적 행동은 반드시 일치하는 것이 아니며 성적 경험이 그 사람의 성적 지향을 결정짓거나 변화시키지도 않는다. 그럼에도 불구하고, 우리 사회는 “동성애=동성 간 성행위”로만 인식하고, 청소년 동성애자라면 알레르기 반응부터 보인다."며 "성적 지향이란 한 사람이 다른 사람에게 느끼는 감정적, 낭만적, 육체적인 끌림을 말하는 것으로 한 사람의 평생을 걸쳐서 발전하는 것이고, 그러하기에 사람마다 자신의 성적 지향을 깨닫는 시기도 다르다."고 지적했다.
즉, 청소년기만이 성 정체성을 찾는 유일한 시기여서 이때에 실수를 해 자신의 성적 지향을 잘못 정체화시키면 절대 돌이킬 수 없는 것이 아니다. 현대 사회의 구조에서 자신이 누구인지 탐구하고 검증하고 의심을 품고 실험하는 시도가 청소년기에 주로 일어나기 때문일 뿐이다. 이어 "진정으로 청소년을 보호하는 것은 이런 과정에서 죄의식이나 수치심, 비난 등으로 좌절하지 않도록 하는 것이 아니겠는가. 정보와 지식이 판단을 내리는 데 도움닫기가 되어야 한다."고 지적했다. 그는 동성애를 동성간 성행위 정도로 여기는 것을 편견이라 지적했다.

### 호모포비아에 대한 비판
그는 노골적 호모포비아에 대한 비판 외에도, 동성애를 못마땅히 여기면서도 호모포비아가 아닌 것처럼 행동하는 이들도 비판하였다. 그에 의하면 "호모포비아는 동성애 혐오증이나 또는 그러한 혐오증을 가진 사람을 일컫는다. 그러나, 동성애를 못마땅히 여기는 사람도 스스로 호모포비아라 칭하진 않는다. 개인적 감정이야 어떻든 적어도 동성애자란 이유로 차별받는 건 반대한다는 정도의 발언은 해야 ‘쿨’해지기 때문이다. 세상이 많이 변한 듯 보이기도 하지만, 글쎄다. 내가 보기엔 평등과 인권을 둘러쓰고 짐짓 객관적인 양 인간적인 양 우아를 떠는 호모포비아들만 더 많아진 것 같다."는 것이다.
이어 그는 "자신은 동성애에 편견이 없으며 동성애자의 인권도 존중한다고 기꺼이 말하는 이 시대의 우아한 호모포비아들이 숨기고 있는 진실은 이것이다. ‘이성애주의여, 영원하라!’ 물론, 그들은 자신들이 충성을 바치는 것은 ‘보편적 인권’이라고 말할 것이다. 하지만, 우린 그 말 앞에 이미 생략된 구절이 있음을 눈치 챌 수 있다. 과연 누구의 입장에서 규정된 보편적 인권인가."라고 항변하였다.
2005년의 한 언론과의 인터뷰에서는 철수와 영희 식의 이성애자 주인공 외에도 동성애자 주인공도 등장해야 한다고 역설했다.

### 가부장제 비판
그는 남자는 늑대, 여자는 여우라는 주장을 가부장제의 주장이라고 하였다. 그에 의하면 "가부장제 사회의 주장 혹은 관습대로 남자는 늑대이고 여자는 여우라면, 늑대는 늑대끼리, 여우는 여우끼리 사랑하고 섹스 하는 것이 ‘정상’이다."라고 지적했다. "늑대랑 여우랑 섹스를 하다니! 이야말로 하느님의 섭리를 어긴 것이며 자연의 질서를 파괴하는, 너무나 ‘변태’적인 일이 아닐 수 없다."는 것이다.
(그러나 기독교는 남자와 여자를 각각 늑대와 여우라고 비교한 적이 없다는 게 함정)

### 건강가정론, 동성애자 가정 불허가 비판
그는 건강가정기본법 제정을 비롯 건강한 가정과 건전하지 못한 가정을 구분하는 점을 지적, 비판하였다. 한겨레 기고에서 그는 "출산율 저하와 이혼율 증가에 시름이 깊으셨던 분들이 지난해 말에‘건강가정기본법’이란 걸 만들었다. 그리고 얼마 전엔 이 법안에 기초해 앞으로는 이혼을 하기 위해 법정에 가기 전에 반드시 건강가정지원센터에서 상담을 받아야 한다는 ‘이혼 전 상담 의무화’를 발표했다. 솔직히 이 모든 소식들은 한숨만 푹푹 나오게 할 뿐이다. 대체 어쩌자고 이렇게 말도 안 되는 법을 자꾸 만들어내는 것인가." 라고 지적했다.
| “ | 보건복지부가 야심차게 내놓은 이 법은 바꾸어 말하자면 ‘비건강 가정 예방법’ 이나 ‘아픈 가정 치료법’인 셈이다. 과연 효과가 있을까 자칫 생사람만 잡진 않을까 하다못해 이 법이 보장하는 대로 아프다고 말할 권리조차 갖지 못한 동거 커플, 독신 가구, 동성애 커플들은 대한민국 국민도 아닌 걸까 만약 이런 식이라면 그럴싸한 건강가족은 구현될지 몰라도 건강한 사회는 결코 실현되지 않을 것이다. 다양성을 외면하고 가족을 법으로 규정짓는 한, 소외당하고 존재가 지워져 고통받을 국민들이 있을 테니. | ” |

그는 건강한 가족이라는 기준은 하나의 편견으로 봤다. "특히 가족은 혼인, 혈연, 입양으로 이루어진다고 규정한 부분은 다양한 가족의 가능성을 무시하는 것이고, 혼인과 출산을 국민의 의무로 본 부분 등은 개인의 선택권을 침해하는 것이라 지적받았다. 입법 취지 또한 알쏭달쏭하기만 하다. 복잡다단한 사유가 얽혀 있는 현실은 슬쩍 외면한 채 법안 내용은 무슨 새마을운동 구호 외치듯 책임 인식, 존중, 신뢰 그리고 예방이란 단어들 일색이다."라고 지적했다.
이어 그는 "‘건강 가정’이란 표현도 뜬금없다. 이것은 신체적으로 건강한 가족의 줄임말이 아니다. ‘이성애주의 가족’만을 단 하나의 이상향으로 포장하고 있다.‘건강 가정’이란 말을 씀으로 해서 필연적으로 ‘비건강 가정’ 혹은 ‘아픈 가정’이란 부정적 뉘앙스를 지닌 반대 개념이 생기게 된다."고 지적했다. 그는 건강한 가정, 건강한 가족이라는 이름하에 결손가정이나 성 소수자 가족, 성 소수자 개인 등을 이상한 존재로 몰고 차별할 수 있음을 지적했다.

#### 동성애자 결혼 허용론
그는 동성애자의 결혼은 인권 차원에서 접근해야 한다고 지적했다. 그에 의하면 "동성간 결혼을 인권차원에서 봐야 한다는 것이다. 다시 말해 동성애가 아니라 인간존엄성 및 평등과 관련된 문제로 접근해야 한다. 따라서 동성애에 대한 편견과 선입관이 개입되면 안 된다. 자신의 선호를 특정 이슈에 개입시켜 남의 인권과 평등을 침해하는 것은 어불성설이다."라고 언급했다.
이어 그는 "인간은 누구나 가족으로 상징되는 ‘경제적이고 정서적인 공동체’를 이룰 권리가 있다. 누구와 살 것인가는 개인적 판단의 문제다. 상대가 이성이든 동성이든 타인이 상관할 바가 아니다. 국가는 무조건 ‘이성’끼리 결혼해야 한다고 명령할 권리도 필요도 없다. 이는 마치 조선시대 가장이 자식의 결혼 상대를 정해 주는 것처럼 전근대적이다. 또 동성간 결혼은 사회복지차원에서 접근해야 한다. 지금도 많은 동성 커플들은 법적인 결혼이 인정되지 않아 많은 불이익을 당하고 있다. 국민연금, 건강보험, 배우자 수당, 경조사 휴가 등 일반 부부가 받는 혜택을 전혀 받을 수 없다. 가뜩이나 주위의 부담스러운 시선을 견디기도 힘든데 당연한 혜택도 받지 못해 현실적으로 살아가는 데 어려움이 많다."고 지적했다.
그는 또 "사실혼 관계에서도 법적 부부처럼 대부분 혜택을 받을 수 있고 다툼이 있을 때 위자료도 청구할 수 있다. 그런데 이 제도를 왜 동성 커플에만 적용하지 않는지 이해할 수 없다. 이번 소송을 낸 사람처럼 갈라서면서 재산분할을 요구하고 싶어도 그럴 수 없다. 설사 법적 결혼을 인정하기 힘들다면 사실혼 정도는 인정해 줘야 하는 것 아닌가. 이번 판결처럼 사실혼조차 인정해 주지 않는 것은 너무 가혹하다. 앞서 언급했듯이 동성간 결혼허용은 동성애와는 별개로 당장 해결해야 하는 현실적 문제다."고 봤다.
그는 또 "일각에서는 결혼이 인류 보존을 위한 생식이 주목적이기 때문에 남녀의 결합을 전제로 성립한다고 주장한다. 따라서 ‘동성 결혼’은 말이 안되는 개념이라고 주장한다. 하지만 어떤 점을 근거로 이런 주장을 하는지 모르겠다. 헌법은 물론 법령 어디에도 혼인의 개념에 대해 ‘남녀의 결합’이라고 명시하지 않았다."고 지적했다. 이어 "아울러 이성부부 역시 생식만을 목적으로 결혼하는 것이 아닌 만큼, 사회적 재생산을 담당하지 않는다는 이유로 동성결혼을 반대하는 건 말이 안 된다."고 덧붙였다.

#### 이혼 비판에 대한 비판
이어 그는 이혼을 부정적으로 보는 것, 이혼에 대한 편견도 문제로 지적했다. 그는 불행한 결혼생활을 끝내고 이혼하는 것은 불행이 아니라고 반박했다. 그는 "이혼 자체가 무조건 나쁘지도 않다. 불행한 결혼 생활을 끝내고 행복을 찾는 이들이 늘어 대한민국에 행복한 국민이 많아진다면 그것이 왜 사회문제가 되겠는가."라며 이혼에 대한 편견을 지적하였다. 그는 또 "눈에 보이는 현상에 얽매이지 말고 그 현상이 일어나게 된 원인을 살펴보고 문제를 일으키는 환경을 변화시키기 위한 사회구조적 개입이 필요할 뿐이다. 정부의 일은 그것이다."라고 지적했다.

### 통제, 억압에 대한 비판
그는 한국 정부의 통제 정책에 대해서도 비판하였다. 한겨레신문과의 인터뷰에서 "정부는 ‘보호’를 ‘관리’와 착각하지 않길 바란다."며 국민을 통제, 관리하는 법으로 국가보안법과 청소년보호법을 지목했다. 국가보안법은 정부를 보위하는 법이고, 청소년 보호법은 표현의 자유, 사상의 자유를 억압하는 근거라는 것이다.
그에 의하면 "그동안 보호를 가장해 국민들을 억압하고 국민들의 생각까지 관리하려는 법이 몇 가지 있었다. 대표적인 법이 국가보안법과 청소년보호법. 그동안 국가보안법이 국가 보안보다는 정권 보안을 해왔고, 청소년보호법이 청소년 보호보다는 표현의 자유를 유린하는데 더 효과적이었다는 비판이 있었음을 기억해야 할 것이다. ‘건강가정기본법’ 역시 헌법이 모든 국민들에게 보장하고 있는 선택의 자유를 억압하진 않는지, 현실에 효과적으로 적용될는지 다시 반성할 필요가 있을 것이다. 법이란 만들기는 쉬워도 개정하고 폐지하기는 정말 정말 어렵다"고 지적한다.
그는 또 "어떤 이들은 출산율 저하와 이혼율 증가를 사회문제라고 하지만, 그건 사회 현상이라면 모를까 그것 자체가 심각한 문젯거리는 아니다. 사회 문제가 되려면 대다수의 국민이 피임 방법을 몰라 임신을 조절할 수 없다든지 육아비용의 부담으로 출산을 꺼린다든지 원치 않은 낙태가 늘어난다든지 할 때이다."고 지적했다.

### 동성애자들의 이민, 출국에 대한 관점
2001년 6월 24일~6월 26일 한 언론에서 서울 서대문구 신촌 일대의 레즈비언 바 들을 취재할 때 인터뷰에 참여했다. 이때 그는 동성애에 대한 편견으로 한국을 떠나는 젊은이들이 증가한다고 밝혔다.
당시 기자는 2001년 6월 24일 밤 신촌의 한 이반 바에서 만난 이정은(21·가명·전주시 완산구 삼천동)씨는 “전주에서는 레스비언이라고 말조차 꺼낼 수 없다”며 “대학을 졸업하면 동성애가 자유로운 호주같은 곳으로 이민가는 것이 꿈”이라고 말했다. 동성애 전문잡지 ‘버디’의 편집장 한채윤씨는 “이씨의 경우처럼 동성애에 대한 편견을 갖고 있는 우리나라를 떠나 외국으로 나가려는 이들이 최근들어 늘어나고 있다”며 안타까워했다.
그는 성 소수자들의 이민, 출국이 증가하는 점에 대해 한국 사회의 편견을 지적했다. 한씨는 “동성애 문화운동을 벌이는 사람으로서 편한 곳을 찾아 떠나는 이들에게 섭섭한 마음이 드는 것도 사실” 이라면서 “하지만 이땅에서 동성애자로 산다는 것이 너무나 힘들다는 것을 알기 때문에 외국으로 나가려는 그들을 이해한다”고 말했다.

### 에이즈와 도덕성 무관론
2003년 그는 에이즈가 성적 문란, 부도덕함의 결과물이라는 모 대학 교수의 주장에 반박, 에이즈나 사스 등의 질병에 걸리는 것과 도덕성은 무관하다고 역설하였다. 2003년 12월 그는 '얼마 전 모 대학 교수가 ‘동성애자들은 정체성이 교란되어 즉, 시비선악을 가릴 줄 모르는 도덕적 마비가 일어나 면역 체계가 약화되었고 그 때문에 에이즈에 잘 걸린다’는 식의 글을 신문에 기고했다. 그 글을 읽으며 수전 손택의 저서 〈은유로서의 질병〉이 떠올랐다. 질병을 질병 자체로 보지 않고 사회의 타락상을 고발하는 은유나 개인의 인과응보로 만들어 버린다고 한 그녀의 오래된 지적은 여전히 유효한 것이다.'라고 반박했다.
그는 또 그 교수는 정신적이고 심성적인 문제가 육체의 문제가 된다는 케케묵은 논리로 가설을 세운다. 그에 따르자면 ‘에이즈’나 ‘사스’는 도덕심을 상실한 어느 개인이 치르는 징벌이 된다. 약자가 되면 강한 바이러스에 잡아먹힐 수밖에 없으므로 강자가 되려고 노력해야 한다. 아, 그렇다면 에이즈로 죽는다는 건 얼마나 수치스러운 일인가. 라고 반박하였다.
그는 또 에이즈보다 부도덕한 정치인들을 부끄러워하라고 일침을 가한다. 그에 의하면 "에이즈를 비정상적인 섹스나 난잡한 성생활의 필연적 대가나 인생의 비극적 마침표라는 생각을 떨쳐내기 어려운 분이 있다면, 차라리 수백억원을 꿀꺽 삼키고도 배탈은커녕 태연히 오리발을 내미는 정치인들의 ‘후천적’인 ‘양심’의 ‘결여’를 무서워하시라. 또 그들을 찍은 손을 부끄러워하길. 경제와 국가 안보를 볼모로 삼아 썩은 부위 도려내는 수술도 거부하고, 국민의 혈세로 치료비를 충당하면서도 어떻게든 4년 더 자리보전할 궁리만 하는 꼴은 차마 두 눈 뜨고 보기가 무시무시할 정도니 말이다." 라고 주장했다.

### 에이즈와 동성애 무관론
그는 에이즈 감염의 주범이 동성애자가 아니라고 주장했다. 한겨레 사설에서 그는 "감염인 중 95%가 이성애자라고 해도 에이즈 전파의 주범은 이성애자라는 분석은 나오지 않을 것이다. 이렇게 위험한 이성애자들의 헌혈을 막아야 한다는 주장도 없을 것이다. 이성애만이 자연스럽다고 믿는 이성애주의 사회에서 이성애자가 어떠한 질병에 걸리는 것 역시 극히 자연스러운 일이기 때문이다." 라고 지적했다.
그는 또 "바이러스가 동성애자, 이성애자 구별해가며 숙주를 선택하는 것도 아닌 다음에야 혈액이나 정액 등의 체액으로 전염되는 수많은 전염병 중의 하나인 에이즈에서만 유독 성 정체성이 중요한 이슈가 될 까닭은 없다."며 "'B형간염'의 감염경로가 에이즈와 유사하지만 에이즈처럼 동성애자와 밀접하게 다루어지진 않는다. 하물며 올해 사법시험 합격자나 불우이웃 돕기 성금을 낸 사람 중 동성애자의 비율 따위를 따지지도 않는다. 부정할 바 없이, 에이즈에서 동성애를 강조하는 것 그 자체가 이미 차별과 편견일 수밖에 없다."고 지적했다.
그는 "하물며 올해 사법시험 합격자나 불우이웃 돕기 성금을 낸 사람 중 동성애자의 비율 따위를 따지지도 않는다."며, "에이즈에 대한 과잉된 두려움, 동성애의 과잉 성애화 등에 대한 직시 없이 떠드는 건 의도적인 은폐거나 그걸 파악하지 못할 만큼 무지한 것"이라 비판하였다.

### 에이즈 감염 편견 비판
전 세계 인체면역결핍바이러스(HIV) 감염인 중 이성애자의 수가 훨씬 더 많음에도 불구하고 여전히 많은 사람들이 에이즈를 ‘동성애자의 병’이라고 믿고 있다. 2002년 우리나라 에이즈 환자 중 사망자는 59명. 이는 교통사고나 암, 심장병 등의 여타 질병에 의한 사망자 수와 비교할 바도 못된다. 그는 에이즈가 동성애자들의 질병이라는 주장에 대해 이성애자들도 존재한다고 반박하였다.
그는 에이즈 환자들이 죽어가는 이유가 질병이 아니라 편견 때문이라고 역설하였다. 그에 의하면 "감염 경로는 B형 간염과 비슷하고, 유행성 독감과 비교한다면 오히려 약한 전염력이다. 유엔에이즈의 최근 보고서를 보면 사하라 이남 아프리카 지역은 인구의 30%가 에이즈 바이러스(HIV)에 감염되었으며, 전 세계 약 3400만명 이상의 바이러스 감염인 중 2600만명 이상이 아프리카에 있다. 이들 대부분이 제약회사의 폭리 속에 치료제 한 번 먹어보지 못하고 그대로 죽어가고 있다. 과연 이런 현실 앞에서도 태평스레 도덕적 우월을 비감염인의 덕목으로 내세울 수 있을까 왜 유독 에이즈만이 부끄러운 죽음의 이름이 되어야 한단 말인가."라는 것이다.
그는 또 "에이즈와 동성애를 연결시키는 것도 같은 차원의 문제다. 편견과 차별이 아니라 효과적인 에이즈 예방활동을 위한다며 한해에도 몇번이고 시시때때로 인체 면역결핍 바이러스(HIV) 감염인 중 동성애자는 몇 명인지 통계 수치를 알리기 바쁘다. 에이즈 문제를 말할 때 동성애를 함께 언급하는 것만으로도 예방 효과가 있을 거라는 환상은 대체 어디에서 오는 걸까"라고 지적하였다.
그에 의하면 "수전 손택이 말한 대로 질병에 낙인을 찍고 나아가 질병을 앓는 사람들에게 낙인을 찍어 소외시키고 차별하며 그럴싸한 죄명을 씌우는 시도들에 적극적으로 맞서야 한다. 에이즈에 걸리느니 차라리 다른 병에 걸리겠다는 식의 두려움과 죄의식, 주변 사람들의 편견과 차별이 정작 체내의 바이러스보다 더 감염인의 삶을 고통스럽게 한다. 그러니 우리가 진정 부끄러워해야 할 것은 무엇인가. 편견과 무지 속에 갇히고도 깨치려 하지 않는 것, 에이즈를 예방하고 치료하는 일에 힘쓰지 않는 것 그리고 차별을 보고도 시정하지 않는 것이다. 결코 에이즈가 부끄러움일 수는 없다."고 반박했다.

### 동성애 영화에 대한 관점
그는 영화 왕의 남자는 동성애 영화가 아니라고 봤다. 그는 "기존 형식과 가치관을 전복시킬 때 퀴어 영화라고 한다 "고 말했다. "단순히 동성애가 등장했다고 해서 동성애 영화라고 하진 않아요. 그리고 사실 '동성애 영화'란 말부터 편하지 않네요. '이성애 영화'란 말은 안 쓰잖아요? " 라고 지적했다.
왕의 남자에 대해 그는 "남자가 남자를 좋아하고, 질투하고 그런 걸 보여주는 건 맞아요. 그게 단순히 우정이냐도 의심스럽구요. 장생이 우회적으로 공길이에 대한 마음을 표현하잖아요. 거부감도 안 들구요. <로드 무비>처럼 완벽한 동성애자로 표현하면 보통 거부감이 있는데요. 개인적 아픔, 시대적 아픔 등을 넣으며 우회적으로 표현하니까, 거부감보다 호감이 가는 거겠죠." 라고 봤다.
한편 왕의 남자에서 자연스럽게 감정이 이입되도록 스토리를 잘 설정했다고 평했다. 2006년 1월의 한국일보와의 인터뷰에서 한국성적소수자 문화인권센터 한채윤 대표는 “동성애를 흥미거리의 쇼킹한 소재로 다룬 것이 아니라 자연스럽게 감정이 이입되도록 작품 속에 녹였다. 때문에 관객이 동성애에 대한 편견을 갖지 않고 바라볼 수 있었다”고 말한다.  이는 대중들의 동성애에 대한 시선이 근본적으로 변화한 것은 아니라는 설명이기도 하다.

### 여장남자에 대한 관점
그는 2006년 1월 영화 왕의 남자 상영 이후 동성애자 외에도 여장 남자인 크로스 드레서의 등장에도 주목하였다. 트랜스젠더 동성애자들의 커밍아웃이 활발해지면서 성 정체성에 대한 사회적 인식이 전향적으로 바뀐데다 영화 왕의 남자가 이들에게 원군 역할을 하고 있기 때문이다. 특히 이 영화에서 공길역을 맡은 영화배우 이준기씨처럼 여장을 즐기는 남성인 일명 크로스 드레서(Cross Dresser·CD)가 늘고 있다. 그는 이런 크로스 드레서들의 존재도 주목, 성 소수자 사전에도 수록했다. 한국성적소수자문화인권센터의 성적 소수자 사전에 따르면 이들은 나는 원래 여자(남자)인데 육체가 이와 반대로 태어났다고 생각하는 트랜스젠더와 달리 여장의 묘미에 끌려 취미로 여장을 즐기고 있다.
이에 대해 한국성적소수자문화인권센터 한채윤 대표는 "엄밀한 의미에서 CD를 지칭하는 우리말은 여장남자가 아니라 이성복장선호자"라며 "흔히 축구광이라 불리는 사람들이 매일 아침 축구를 즐기고 해외경기 응원을 가는 것을 나무라지 않는 것처럼 치마를 입고 화장을 즐기는 남성을 바라보는 시각도 서서히 변하고 있다"고 분석했다.

## 논란

### 경찰의 성 소수자, 레즈비언 모욕 문제
2006년 5월 그는 언론 인터뷰에서 경찰에서 성 소수자인 범죄 피해자들이 신고가 들어왔을 때, 모욕적으로 대하거나 비웃는 점을 문제로 지적했다. "누군가로부터 생명에 위협을 느껴 경찰에 신고한 C씨 역시 성적 소수자라는 사실을 알게 된 경찰들은 비웃고 모욕적인 언사를 일삼았다."고 한다. 그는 경찰에서 신고를 받은 피해자인 성 소수자를 모독하는 것을 설명하며, 성 소수자들이 범죄에 노출됐는데도 경찰에 신고 못하는 이유를 설명했다.
한국성적소수자문화인권센터 한채윤 대표는 "조서를 작성하는 과정에서 인생을 왜 그렇게 살았느니, 누가 남자 역할을 하는지 묻지 말아야 할 개인적인 질문을 하는 사례가 많다"며 "동성애자이기 때문에 받는 폭력, 협박 등의 피해를 당하면 당연히 경찰을 찾아가야겠지만 가족이나 친구들에게 알리게 될까봐 피해를 입어도 선뜻 고발하지 못하고 있다"고 밝혔다. "이러다보니 성적소수자들은 피해를 당해도 경찰에 사건을 접수하기 조차 꺼리고 있다."는 것이다.

## 아웃팅=범죄 캠페인에 우려
그는 <성의권리, 성의정치>에 쓴 글 "엮어서 다시 생각하기 : 동성애, 성매매, 에이즈"란 글에서 동성애자는 묻지도 말하지도 말라는 교묘한 차별을 당하고 있다면, 이 상황에서 아웃팅을 범죄로 규정하는 것의 문제를 제기한다. 차이를 보이지 않게 만들어 비밀을 강제하게 만드는 사회에서 문제는 아웃팅이 아니라 아웃팅을 빌미로 한 폭력과 차별이라는 점에서 레즈비언운동단체에서 전개했던 아웃팅=범죄 캠페인이 폭력과 차별이 아니라 아웃팅에 초점을 맞춰 커밍아웃/아웃팅을 이분화시키는 논쟁으로 만들었다고 비판한다.

## 관련 저서
- 《한채윤의 섹스 말하기》 (2000)
- 《성적 소수자의 인권》 (2003), 양현아 외 공저
- 《섹슈얼리티 강의 두 번째》(2006), 공저
- 《여성주의 학교 ‘간다’-페미니즘, 경계에서 세상을 말하다》 김은실, 임지현, 정희진, 박혜경 외 공저 (2008)
- 《10대의 섹스, 유쾌한 섹슈얼리티》(2010), 변혜정 엮음. 공저
- 《남성성과 젠더》 (2011), 정희진, 권김현영, 루인, 엄기호, 나영정 공저
- 《성의 권리, 성의 정치》(2012), 권김현영, 루인, 한채윤, 김주희, 유진희 공저
- 《모두를 위한 마을은 없다 》(2014), 김상철, 권단, 김신범, 김정찬, 박영길, 하승우, 한채윤 외 공저—기타 관련 서적 --
- <무지개 성 상담소 - 성정체성을 고민하는 아이들에게 어떤 말을 해야 할까?> (2014) , 한국게이인권운동단체 친구사이, 동성애자인권연대, 한국레즈비언상담소, 한국성적소수자문화인권센터
- <지금 우리는 미래를 만들고 있습니다 - 올바른 차별금지법 제정을 위한 뜨거운 투쟁의 기록> (2008), 성소수자차별반대 무지개행동
- <잠깐! 이게 다 인권 문제라고요?> (2021), 김도현, 박상욱, 박진숙, 양지혜, 오찬호, 한채윤 공저